# Magnus Hedman
Carl Magnus Hedman (* 19. März 1973 in Botkyrka) ist ein ehemaliger schwedischer Fußballspieler. Der Torwart, der mit der schwedischen Nationalmannschaft an je zwei Welt- und Europameisterschaften teilnahm, absolvierte 58 Länderspiele und spielte im Laufe seiner Karriere in Schweden, England und Italien. 2000 wurde er als Schwedens Fußballer des Jahres ausgezeichnet.

## Werdegang

### Karrierestart in Schweden und Nationalmannschaftsdebüt
Hedman wuchs in Vårby Gård im Südwesten Stockholms auf. 1978 schloss er sich dem dortigen Stadtteilverein Vårby Gårds IF an, den er im Fußball und Eishockey vertrat. Bald entschied er sich jedoch für Fußball und stand als Neunjähriger erstmals im Tor, da der reguläre Torhüter krankheitsbedingt ausgefallen war. Dort etablierte er sich als Stammspieler und wechselte 1983 in die Jugend des IFK Stockholm. Von dort stieß er Anfang 1987 zur Jugendabteilung von AIK. Mit der Nachwuchsmannschaft holte er 1989 und 1990 mit Endspielsiegen jeweils gegen den Nachwuchs von IFK Göteborg die schwedische Juniorenmeisterschaft. In der Folge kam er neben einigen seiner Nachwuchskameraden am Ende der Spielzeit 1990 zu zwei Spieleinsätzen, als der Klub den Klassenerhalt bereits gesichert hatte. Zudem hatte er sich als Torhüter in den Jugendauswahlen des Svenska Fotbollförbundet etabliert.
Hinter dem Anfang 1991 neu verpflichteten Bernt Ljung rückte Hedman in der Folge als zweiter Torhüter des Klubs auf. Nachdem er diesen im Laufe der Spielzeit 1992 zeitweise vertreten hatte und in sieben Spielen der regulären Spielzeit an der Seite von Spielern wie Pascal Simpson, Kim Bergstrand, Wadym Jewtuschenko oder Krister Nordin zum Gewinn des Meistertitels am Ende des Jahres beigetragen hatte, verdrängte er zu Beginn der folgenden Spielzeit den Konkurrenten zwischen den Pfosten. Als „Dauerbrenner“ bestritt er alle 26 Saisonspiele und stand bei den beiden Europapokal-Duellen mit Sparta Prag im Tor, bei denen AIK mit einem Gesamtscore von 1:2 die Qualifikation für die UEFA Champions League verpasste. Dabei machte er nach dem 1:0-Heimerfolg zum Auftakt durch ein Tor von Dick Lidman im Rückspiel keine gute Figur, als er mit einer misslungenen Abwehraktion den entscheidenden 2:0-Siegtreffer durch Horst Siegl begünstigte.
Dennoch blieb Hedman Stammtorwart des Klubs und spielte 1994 eine herausragende erste Saisonhälfte. Daraufhin nominierte Nationaltrainer Tommy Söderberg den U-21-Nationaltorwart obwohl noch ohne A-Länderspieleinsatz als dritten Torhüter hinter Thomas Ravelli und Lars Eriksson in den Kader für die Weltmeisterschaftsendrunde 1994 in den Vereinigten Staaten. Ohne Spieleinsatz verfolgte er von der Ersatzbank mit dem Einzug ins Halbfinale den größten Erfolg der schwedischen Landesauswahl seit der Finalteilnahme bei der Weltmeisterschaft 1958. In der Spielzeit 1995 rutschte er in ein Formtief. Hatte Trainer Hans Backe lange Zeit an ihm festgehalten, ersetzte er ihn im August letztlich durch den bisherigen Ersatztorwart Matts Andersson. Anschließend kämpfte er sich als Stammspieler zurück und gewann im Sommer 1996 mit der Mannschaft den Landespokal.
Im Europapokal der Pokalsieger 1996/97 machte Hedman durch gute Leistungen auf sich aufmerksam und erreichte mit der Mannschaft das Viertelfinale des Wettbewerbs. Daraufhin kehrte er in den Kreis der Nationalmannschaft zurück. Am 8. Februar 1997 debütierte er im Nationaljersey, als im Rahmen des King’s Cup die rumänische Nationalelf durch einen 2:0-Erfolg besiegt wurde. Im Verlaufe des Einladungsturniers wechselte er sich mit Thomas Ravelli ab und trug somit in zwei Spielen zum Turniergewinn bei. Internationale Beachtung wurde ihm kurze Zeit später nach dem Viertelfinalspiel im Europapokal zuteil, als er bei der 1:3-Niederlage und dem 1:1-Unentschieden gegen den FC Barcelona, die zwar das Ausscheiden aus dem Wettbewerb bedeuteten, durch mehrere Rettungsaktionen insbesondere gegen Ronaldo sein Talent zeigte. In der schwedischen Presse wurde er für seine Leistungen mit dem Prädikat Weltklasse ausgezeichnet.
Auch in der ersten Hälfte der Spielzeit 1997 war Hemdan herausragender Rückhalt bei AIK. Dies zeigte sich insbesondere im Pokal, wo er mit der Mannschaft um Nebojša Novaković, Michael Brundin, Thomas Lagerlöf, Gary Sundgren und Patrik Fredholm erneut das Endspiel erreichte. Dazu trug er neben seiner Torwarttätigkeit als Torschütze im Elfmeterschießen bei, als er im Halbfinale gegen den Göteborger Klub Örgryte IS seinen Strafstoß verwandelte. Im Endspiel verteidigte er mit einem 2:1-Erfolg über IF Elfsborg den Landespokal. Ende Juni verkündete er seinen Abschied von AIK und verließ den Klub nach seinem 125. Allsvenskan-Spiel, einem 2:0-Erfolg über Örebro SK in Richtung England.

### Jahre im Ausland
Im Juli 1997 trat Hedman seinen Dienst bei seiner ersten Auslandsstation an. Beim englischen Klub Coventry City, im Vorjahr nur knapp dem Abstieg entkommen, verdrängte er im Laufe seiner ersten Spielzeit in der Premier League Steve Ogrizovic als Stammtorhüter und belegte mit der Mannschaft unter Leitung des Trainers Gordon Strachan einen Mittelfeldplatz. Als Stammkraft in einer großen Liga beerbte er zudem im Frühjahr 1998 Ravelli, der nach der verpassten Qualifikation zur Weltmeisterschaft 1998 aus der Nationalmannschaft abgetreten war. Einerseits rutschte er mit der Klubmannschaft, in der er an der Seite von Spielern wie Richard Shaw, Darren Huckerby, Noel Whelan oder Gary McAllister auf dem Feld stand, zunehmend in den Abstiegskampf, andererseits kehrte er mit der Nationalelf zu den international höherklassigen Auswahlmannschaften zurück und qualifizierte sich als Stammspieler zwischen den Pfosten für die Europameisterschaft 2000 in Belgien und den Niederlanden. Trotz guter Leistungen belegte er mit der Mannschaft dort den letzten Gruppenplatz, dennoch war er auszeichnungswürdig und erhielt am Jahresende den Guldbollen als bester schwedischer Fußballspieler des Jahres.
Die Spielzeit 2000/01 lief für Hedman und seinen Klub ernüchternd. Während er im Saisonverlauf seinen Stammplatz an den Nachwuchstorhüter Chris Kirkland verlor, gelangen dem Klub im gesamten Saisonverlauf lediglich acht Saisonsiege. Bereits drei Spieltage vor Saisonende stand die Mannschaft als Absteiger fest, gemeinsam mit Manchester City und Bradford City trat der Klub nach 34 Jahren Erstklassigkeit den Gang in die Zweitklassigkeit an. Die Verantwortlichen hielten zunächst an Strachan fest, um mit ihm und insbesondere der Neuverpflichtung Lee Hughes den direkten Wiederaufstieg zu erreichen. Auch Hedman blieb dem Klub treu und erhielt bald Unterstützung von einem Landsmann, als nach einem schwachen Saisonstart mit Roland Nilsson ein neuer Trainer engagiert wurde. Nach dem Abgang Kirklands wiederum Stammspieler, fuhr er als erster Torhüter zur Weltmeisterschaftsendrunde 2002 in Korea und Japan. Als Gruppensieger vor England, Argentinien und Nigeria erreichte die schwedische Auswahl das Achtelfinale, wobei Hedman in jedem Gruppenspiel jeweils ein Tor kassiert hatte. Dort scheiterte die Nationalmannschaft am Senegal, als Henri Camara mit seinem zweiten Tor in der Partie in der 104. Minute per Golden Goal das Spiel entschied.
Hedman wechselte nach dem verpassten Wiederaufstieg mit Coventry City innerhalb Großbritanniens zum schottischen Klub Celtic Glasgow. Beim Traditionsverein unterschrieb er einen Vier-Jahres-Kontrakt. Verletzungsbedingt blieb ihm jedoch hinter Robert Douglas die Rolle des Ersatzmannes, nur vereinzelt kam er zum Einsatz. In der Zwischenzeit profitierte Andreas Isaksson in der Nationalmannschaft vom Verletzungspech Hedmans und etablierte sich als Stammtorhüter der Landesauswahl. Um ihm Spieleinsätze und damit die Teilnahme am Europameisterschaftsturnier 2004 zu ermöglichen, verlieh ihn der Klub Ende Januar 2004 auf eigenen Wunsch an den italienischen Klub AC Ancona in die Serie A. Hier kam er allerdings auch lediglich sporadisch zu Spielzeit, so dass er zwar im EM-Kader stand, sich jedoch mit der Reservistenrolle begnügen musste. Im Anschluss an das Turnier kehrte er zu Celtic zurück, im Dreikampf mit Robert Douglas und David Marshall konnte er sich nicht durchsetzen und blieb über weite Strecken der Spielzeit Reservist. Im Sommer 2005 löste er daher seinen Vertrag beim schottischen Verein in gegenseitigem Einvernehmen auf.
Nachdem Hedman zunächst sein Karriereende verkündet hatte, kehrte er im Herbst 2006 in das Fußballgeschäft zurück. Beim englischen Klub FC Chelsea hatte sich der reguläre Torhüter Petr Čech im November des Jahres in einem Ligaspiel gegen den FC Reading beim Zusammenprall mit Gegenspieler Stephen Hunt schwer am Kopf verletzt und musste langfristig pausieren. Da sich auch Carlo Cudicini – wenngleich mit kürzerer Ausfallzeit – im selben Spiel verletzt hatte, stand mit Henrique Hilário nur ein Torhüter mit Profierfahrung zur Verfügung, so dass Trainer José Mourinho die Notwendigkeit einer Nachverpflichtung sah. Da die Transferperiode bereits geschlossen war, lud man Hedman ein, der im Probetraining überzeugte und einen bis Saisonende gültigen Kontrakt unterschrieb. Mit der Rückennummer „22“ saß er regelmäßig auf der Ersatzbank, kam aber nicht für den Londoner Klub zum Einsatz. Anschließend beendete er erneut seine Laufbahn, wurde aber öfters mit englischen Vereinen in Verbindung gebracht.
Zeitweise war Hedman nach dem Karriereende als Experte bei dem schwedischen Fernsehsender TV4 tätig, er sorgte jedoch auch abseits des Fußballsports für Schlagzeilen. Er begann, Amphetamine und Kokain zu konsumieren, und wurde nach seiner Entlassung bei TV4 abhängig von Schlafmitteln und Antidepressiva. Mit seiner Beziehung zu Magdalena Graaf, mit der er drei Söhne hat und die sich inzwischen von ihm getrennt hat, füllte Hedman die Klatschspalten der Presse, aber auch sein soziales Engagement war in der Berichterstattung. So hatte er sich für die schwedische Stiftung Ren Idrott (deutsch: „Reiner Sport“) engagiert; im Sommer 2009 wurde bei ihm jedoch nach einer Fahrzeugkontrolle in einer Blut- und Urinprobe die Einnahme von Steroiden festgestellt. Daraufhin beendete die Organisation die Zusammenarbeit, und Hedman wurde im September 2009 wegen des Besitzes von Stanozololtabletten zu einer Geldstrafe verurteilt. Auch seine finanzielle Lage geriet in die Öffentlichkeit, als im März 2010 seine Firma MHM Konkurs anmelden musste. Im Juni 2010 wurde Hedman erneut verhaftet und zu einer Geldstrafe verurteilt, weil er gegen das in Schweden herrschende Sexkaufverbot verstoßen hatte. 2012 veröffentlichte er in Zusammenarbeit mit dem Journalisten Gunnar von Sydow seine Autobiografie „När ljuset släcks“. 2013 hatte Hedman ein kurzes Comeback, als er für den IK Frej ein Spiel absolvierte.